# Maire de Washington, D.C.
Le maire de Washington, D.C., officiellement le maire du district de Columbia (en anglais : Mayor of the District of Columbia), est le chef de la branche exécutive du gouvernement du district de Columbia, aux États-Unis. Depuis la création du poste sous sa forme actuelle en 1975, sept personnes, toutes membres du Parti démocrate, ont dirigé la ville.

## Histoire
En 1801, une loi organique place le district de Columbia, qui comprend alors les trois cités de Washington, Georgetown et Alexandria, sous le contrôle exclusif du Congrès des États-Unis. À partir de 1802, la cité de Washington possède un maire élu et ce, jusqu'en 1871, date à laquelle le Congrès crée un gouvernement territorial pour le district de Columbia, à la tête duquel est placé un gouverneur nommé par le président des États-Unis. Entre 1874 et 1967, le district de Columbia est administré par un conseil de trois commissaires nommés par le président. En 1967, l'administration de la ville est confiée à un conseil de neuf membres, un maire-commissaire et son adjoint, tous nommés par le président.
Le 24 décembre 1973, le président Richard Nixon signe la loi adoptée par le Congrès, sur l'administration directe du district de Columbia (District of Columbia Home Rule Act) et qui crée un poste de maire et un conseil du district de Columbia, élus au suffrage universel. Le 5 novembre 1974, Walter Washington est élu premier maire et entre en fonction le 2 janvier 1975. Depuis cette date, sept maires ont été élus, cinq hommes et deux femmes.

## Fonctions
Le maire détient la responsabilité de faire appliquer les lois sur le territoire du district. Il est chargé de l'administration et de la coordination des services municipaux dont la plupart des organismes publics, ainsi que le système éducatif public. Il présente au Conseil du district le programme qu'il compte appliquer, prépare le budget annuel avant de le soumettre au vote du Conseil.

## Élection
Le maire est élu au suffrage universel direct pour un mandat de quatre ans et peut être réélu sans limitation. Pour être candidat, il est nécessaire d'avoir vécu dans le district et d'être inscrit sur les listes électorales au moins un an avant la date de l'élection. Celle-ci se tient de plein droit le mardi suivant le premier lundi de novembre de l'année où sont organisées les élections fédérales de mi-mandat. Le maire élu prête serment et entre en fonction le 2 janvier de l'année suivante.

## Succession
Si le maire meurt en fonction, démissionne ou se trouve dans l'incapacité d'exercer son mandat, et s'il n'a pas désigné d'adjoint, le président du Conseil du district de Columbia exerce les fonctions de maire intérimaire (Acting Mayor) et, si nécessaire, une élection spéciale est organisée au moins 114 jours après la vacance.

## Liste des maires
| No | Portrait                          | Identité                         | Période        | Période        | Durée                      | Étiquette       | Déterminé par |
| No | Portrait                          | Identité                         | Début          | Fin            | Durée                      | Étiquette       | Déterminé par |
| -- | --------------------------------- | -------------------------------- | -------------- | -------------- | -------------------------- | --------------- | --- |
| 1  | Walter Washington                 | Walter Washington (1915 - 2003)  | 2 janvier 1975 | 2 janvier 1979 | 4 ans                      | Parti démocrate | Élection municipale de 1974 à Washington D.C.                                                                                             |
| 2  | Marion Barry                      | Marion Barry (1936 - 2014)       | 2 janvier 1979 | 2 janvier 1991 | 12 ans                     | Parti démocrate | Élection municipale de 1978 à Washington D.C. Élection municipale de 1982 à Washington D.C. Élection municipale de 1986 à Washington D.C. |
| 3  | Sharon Pratt Kelly                | Sharon Pratt Kelly (née en 1944) | 2 janvier 1991 | 2 janvier 1995 | 4 ans                      | Parti démocrate | Élection municipale de 1990 à Washington D.C.                                                                                             |
| 4  | Marion Barry                      | Marion Barry (1936 - 2014)       | 2 janvier 1995 | 2 janvier 1999 | 4 ans                      | Parti démocrate | Élection municipale de 1994 à Washington D.C.                                                                                             |
| 5  | Anthony A. Williams               | Anthony A. Williams (né en 1951) | 2 janvier 1999 | 2 janvier 2007 | 8 ans                      | Parti démocrate | Élection municipale de 1998 à Washington D.C. Élection municipale de 2002 à Washington D.C.                                               |
| 6  | Adrian Fenty, 2007.               | Adrian Fenty (né en 1970)        | 2 janvier 2007 | 2 janvier 2011 | 4 ans                      | Parti démocrate | Élection municipale de 2006 à Washington D.C.                                                                                             |
| 7  | Vincent C. Gray, 23 octobre 2014. | Vincent C. Gray (né en 1942)     | 2 janvier 2011 | 2 janvier 2015 | 4 ans                      | Parti démocrate | Élection municipale de 2010 à Washington D.C.                                                                                             |
| 8  | Muriel Bowser, 4 novembre 2016.   | Muriel Bowser (née en 1972)      | 2 janvier 2015 | En cours       | 10 ans, 2 mois et 12 jours | Parti démocrate | Élection municipale de 2014 à Washington D.C. Élection municipale de 2018 à Washington D.C.                                               |